# Joey Slotnick
Joey Slotnick est un acteur américain né le 2 octobre 1968 à Chicago (États-Unis d'Amérique).
A la télévision, il tient des rôles récurrents dans certaines séries : Milton Buttle dans Boston Public, Steven Haladki dans Alias et le Docteur Merril Bobolit dans Nip/Tuck. 
Au cinéma, il a participé aux films : Judas Kiss, La Main qui tue, Première sortie, Twister, Hollow Man : L'Homme sans ombre, Elevator, The Dictator, La Vie rêvée de Walter Mitty, Le Chardonneret, Mayday et Drive-Away Dolls.

## Filmographie
- 1986 : Stark: Meurtres à Las Vegas (Stark: Mirror Image) (TV) : Flower Delivery Guy
- 1992 : Une équipe hors du commun (A League of Their Own) : Doris' Fan #2
- 1995 : Le Célibataire (en) (The Single Guy) (série télévisée) : Sam Sloan
- 1996 : Twister de Jan de Bont : Joey
- 1997 : Dinner and Driving : Jason
- 1998 : Since You've Been Gone (TV) : Zane Levy
- 1998 : Judas Kiss : Walters
- 1999 : Première Sortie (Blast from the Past) : Soda Jerk / Archbishop Melker
- 1999 : La Main qui tue (Idle Hands) : Burger Jungle Manager
- 1999 : Les Pirates de la Silicon Valley (TV) : Steve Wozniak
- 2000 : Hollow Man : L'Homme sans ombre : Frank Chase
- 2000-2001 : Boston Public (TV) Milton Buttle
- 2001 : Alias (TV) Steven Haladki
- 2004 : Memron : Donald Westerfeld
- 2004 : Nip/Tuck (série télévisée) : Merrill Bobolit
- 2005 : Ghost Whisperer : Clifford Aimes (saison 1, épisode 4)
- 2006 : New York, unité spéciale : l'avocat de la défense Walter Camp (saison 7, épisode 17)
- 2006 : I Want Someone to Eat Cheese With de Jeff Garlin : Larry
- 2008 : Pushing Daisies (série télévisée)
- 2011 : Too Big to Fail : Débâcle à Wall Street (Too Big to Fail) (TV) : Dan Jester
- 2011 : Elevator : George Axelrod
- 2012 : The Dictator de Larry Charles : le SDF
- 2013 : La Vie rêvée de Walter Mitty (The Secret Life of Walter Mitty) : l'administrateur de la maison de retraite
- 2019 : Le Chardonneret (The Goldfinch) de John Crowley : Dave
- 2020 : Intelligence 2020 série tv : Clint Forest
- 2023 : Mayday (Plane) de Jean-François Richet : Matt Sinclair
- 2024 : Drive-Away Dolls d'Ethan Coen